# Eleição municipal de Florianópolis em 2024
A eleição municipal de Florianópolis em 2024 foi realizada em no dia 6 de outubro. A cidade foi às urnas para eleger um prefeito, um vice-prefeito e 23 vereadores no município de Florianópolis, no estado de Santa Catarina, no Brasil. O prefeito titular, Topázio Neto, do PSD, vice-prefeito eleito em 2020 pelo Republicanos, que assumiu o cargo em 31 de março de 2022 com a renúncia do titular, Gean Loureiro (UNIÃO), foi reeleito com 58,49% dos votos.

## Candidatos
O atual prefeito Topázio Neto (PSD) é candidato à reeleição. Topázio Silveira Neto, de 61 anos, é empresário e foi eleito vice-prefeito na chapa com Gean Loureiro (2020). No entanto, em março de 2022, Loureiro migrou do Democratas para o então recém-fundado União Brasil (fruto, ademais, da fusão entre DEM e Partido Social Liberal) e renunciou para concorrer ao governo de Santa Catarina, sendo derrotado à ocasião por Jorginho Mello (PL). Com isso, Topázio Neto assumiu o cargo de prefeito de Florianópolis. Incumbente, Topázio Neto conta com o endosso de mais cinco partidos: Movimento Democrático Brasileiro (MDB), Partido Liberal (PL), Partido Novo (NOVO), Republicanos e PODEMOS.
O deputado estadual Marquito (PSOL) é o pré-candidato da Federação PSOL REDE. Marcos José Abreu é engenheiro agrônomo, ativista e vereador por Florianópolis (2017-2023). Atualmente é deputado estadual por Santa Catarina (2022-atualidade). Marquito conta com o apoio do Partido Socialista Brasileiro (PSB) e da Unidade Popular (UP).
O ex-vereador Pedrão Silvestre é o pré-candidato do Progressistas (PP). Pedro de Assis Silvestre é formado em Administração Pública pelo Centro de Ciências da Administração e Socioeconômicas (ESAG) da Universidade do Estado de Santa Catarina (UDESC). Foi vereador por duas legislaturas (2013-2021) pelo então Partido Progressista (PP). Em 2020, desligou-se dessa sigla e ingressou no Partido Liberal, pelo qual foi terceiro colocado na disputa pela Prefeitura de Florianópolis. Em 2022, regressou ao PP e obteve a primeira suplência na eleição para deputado estadual, assumindo a cadeira por 30 dias em outubro de 2023 devido ao afastamento temporário de Altair Silva.
O também ex-vereador Vanderlei Lela (PT) é o pré-candidato da Federação Brasil da Esperança (PT, PCdoB e PV). Vanderlei Farias é graduado em gestão pública, foi eleito vereador duas vezes, em 2012 e 2016, além de ter exercido o cargo de secretário de Cultura de Florianópolis. Lela conta com o apoio oficial do Presidente da República, Luiz Inácio Lula da Silva.
O ex-prefeito e ex-senador Dário Berger (PSDB) é o representante da Federação PSDB Cidadania. Dario Elias Berger, 67 anos, é administrador, trabalhou como office-boy e motorista, no setor hoteleiro e em postos de combustíveis. Berger foi duas vezes prefeito de São José (1997-2005) e senador por Santa Catarina (2015-2023). Em abril de 2024, desligou-se do PSB para filiar-se ao PSDB e disputar o Paço Municipal.
O ex-senador conta com o apoio do Partido Democrático Trabalhista (PDT), que indicou a ex-assessora parlamentar Jéssia Costa como sua companheira de chapa. O ex-parlamentar também negocia com o PSB e com o União Brasil. Não obstante, o PSB está comprometido com a pré-candidatura de Marquito (PSOL) e o UNIÃO lançou pré-candidatura própria, como veremos a seguir.
O União Brasil, que rompeu com a atual administração, vai participar das eleições com candidatura própria: a da ex-Secretária Municipal de Assistência Social Maria Cláudia Goulart. Por outro lado, esta candidatura é considerada incerta, pois a própria Maria Cláudia vem sendo cotada como possível companheira de chapa de Dário Berger (PSDB), embora o nome oficializado ao posto seja o de Jéssia Costa, do PDT.
O Partido Socialista dos Trabalhadores Unificado (PSTU) terá como pré-candidato o professor e ex-diretor do Sindicato dos Trabalhadores no Serviço Público Municipal de Florianópolis (SINTRASEM), Carlos Müller.
O Avante, por sua vez, lança como pré-candidato seu presidente municipal na capital catarinense Rogério Portanova. Rogério Silva Portanova é advogado e já foi filiado ao Partido Verde (PV), à Rede Sustentabilidade e ao Partido dos Trabalhadores (PT), por onde saiu candidato a deputado federal em 2022. Anteriormente, havia disputado o governo do estado (em 1998 pelo PV e em 2018 pela REDE). Em ambas as ocasiões, não logrou êxito: em 1998, ficara na penúltima posição (entre 6 candidatos), com 18.588 votos (0,77% dos votos válidos); em 2018, ficou na antepenúltima posição (entre 8 concorrentes), com uma votação um pouco maior (18.710 votos, ou 0,52% dos votos válidos).
O Solidariedade, por sua vez, ventila o desejo de lançar o ex-deputado estadual Gelson Merísio à Prefeitura de Florianópolis. Segundo o próprio Merísio, em entrevista para o Blog "Com Sérgio Oliveira", sua participação seria estratégica para evitar a reeleição de Topázio Neto. Segundo o referido blog, Merísio entende que 'quanto mais candidatos, melhor', pois dividiria votos e evitaria um novo êxito de Topázio.

### Quadro de candidaturas
| Nº | Prefeito(a)  | Prefeito(a)   | Prefeito(a)       | Vice-prefeito(a) | Vice-prefeito(a) | Vice-prefeito(a)      | Vice-prefeito(a)  | Coligação Partido(s)                                                        | Ref.                            |
| Nº | Candidato(a) | Candidato(a)  | Partido Federação | Candidato(a)     | Candidato(a)     | Candidato(a)          | Partido Federação | Coligação Partido(s)                                                        | Ref.                            |
| -- | ------------ | ------------- | ----------------- | ---------------- | ---------------- | --------------------- | ----------------- | --------------------------------------------------------------------------- | ------------------------------- |
| 11 |              | Pedrão        | PP                |                  |                  | Coronel Pontes        | PP                | Florianópolis com Amor e Ordem PP e PRD                                     | [ 4 ] [ 12 ] [ 13 ]             |
| 13 |              | Lela          | PT                |                  |                  | Ana Carolina Andrade  | PSB               | Frente Floripa com a Força de Lula FE Brasil (PT-PCdoB-PV) e PSB            | [ 4 ] [ 14 ] [ 15 ] [ 16 ]      |
| 16 |              | Carlos Müller | PSTU              |                  |                  | Prof Roque            | PSTU              | Sem coligação                                                               | [ 9 ] [ 17 ]                    |
| 29 |              | Brunno Dias   | PCO               |                  |                  | Luiz Bento            | PCO               | Sem coligação                                                               | [ 18 ]                          |
| 35 |              | Mateus Souza  | PMB               |                  |                  | Olindina Corrêa       | PMB               | Sem coligação                                                               | [ 19 ]                          |
| 45 |              | Dário Berger  | PSDB              |                  |                  | Maria Claudia Goulart | UNIÃO             | Trabalho e União Federação PSDB Cidadania, UNIÃO, PDT, Solidariedade e PRTB | [ 3 ] [ 4 ] [ 8 ] [ 20 ]        |
| 50 |              | Marquito      | PSOL              |                  |                  | Cláudia Zininha       | PSOL              | Para Cuidar de Florianópolis Federação PSOL REDE e UP                       | [ 4 ] [ 14 ]                    |
| 55 |              | Topázio Neto  | PSD               |                  |                  | Maryanne Mattos       | PL                | Pra Frente Minha Gente PSD, PL, MDB, PODE, NOVO e Republicanos              | [ 4 ] [ 3 ] [ 6 ] [ 21 ] [ 22 ] |
| 70 |              | Portanova     | Avante            |                  |                  | Katia Damaceno        | Avante            | Sem coligação                                                               | [ 10 ]                          |

## Pesquisas eleitorais
| Fonte Registro no TSE             | Data(s) conduzidas(s) | Amostra | Topázio PSD          | Marquito PSOL | Dário PSDB | Pedrão PP | Lela PT | Outros | Abst. Indec. | Vantagem |     |    |    |    |     |     |
| --------------------------------- | --------------------- | ------- | -------------------- | ------------- | ---------- | --------- | ------- | ------ | ------------ | -------- | --- | -- | -- | -- | --- | --- |
| Fonte Registro no TSE             | Data(s) conduzidas(s) | Amostra | Quaest SC-04255/2024 | 3-4/Out/2024  | 1.000      | 47%       | 17%     | Outros | Abst. Indec. | Vantagem | 11% | 5% | 7% | 0% | 13% | 30% |
| Futura/100% Cidades SC-01385/2024 | 27-30/Set/2024        | 600     | 48,4%                | 15,2%         | 9,7%       | 9,5%      | 5,2%    | 0,4%   | 11,2%        | 33,2%    |     |    |    |    |     |     |
| AtlasIntel SC-06221/2024          | 20-25/Set/2024        | 1.201   | 51%                  | 22,5%         | 9%         | 6,7%      | 5,7%    | 0,1%   | 4,8%         | 28,5%    |     |    |    |    |     |     |
| Futura/100% Cidades SC-09118/2024 | 13-17/Set/2024        | 600     | 54,8%                | 14,2%         | 9,9%       | 5,7%      | 5,9%    | 1,2%   | 8,2%         | 40,6%    |     |    |    |    |     |     |
| Quaest SC-09567/2024              | 14-16/Set/2024        | 852     | 43%                  | 14%           | 15%        | 5%        | 6%      | 2%     | 15%          | 28%      |     |    |    |    |     |     |
| Futura/100% Cidades SC-04839/2024 | 30 Ago-6/Set/2024     | 600     | 48,4%                | 13,8%         | 13,1%      | 6,1%      | 7,9%    | 0,6%   | 10,1%        | 34,6%    |     |    |    |    |     |     |
| Veritá SC-02788/2024              | 22-31/Ago/2024        | 1.010   | 49,1%                | 14,1%         | 12,3%      | 5,1%      | 7,9%    | 1,2%   | 10,3%        | 35%      |     |    |    |    |     |     |
| Quaest SC-08197/2024              | 24-26/Ago/2024        | 852     | 40%                  | 13%           | 16%        | 6%        | 6%      | 0%     | 19%          | 24%      |     |    |    |    |     |     |
| Futura/100% Cidades SC-07859/2024 | 3-8/Ago/2024          | 600     | 46,9%                | 14,9%         | 12,4%      | 7,6%      | 2,1%    | 0,8%   | 15,3%        | 32%      |     |    |    |    |     |     |
| Futura/100% Cidades SC-03329/2024 | 12-22/Abr/2024        | 1.000   | 44%                  | 15,7%         | 14,1%      | 7,4%      | –       | –      | 21,8%        | 28,3%    |     |    |    |    |     |     |

## Resultados

### Prefeito
Fonte: TSE
| Candidato a prefeito    | Candidato a vice-prefeito     | 1º turno 6 de outubro de 2024 | 1º turno 6 de outubro de 2024 |
| Candidato a prefeito    | Candidato a vice-prefeito     | Votação                       | Votação                       |
| Candidato a prefeito    | Candidato a vice-prefeito     | Total                         | %                             |
| ----------------------- | ----------------------------- | ----------------------------- | ----------------------------- |
| Topázio Neto (PSD)      | Maryanne Mattos (PL)          | 161.839                       | 58,49%                        |
| Marquito Abreu (PSOL)   | Claudia Zininha (PSOL)        | 61.509                        | 22,23%                        |
| Pedro Silvestre (PP)    | Coronel Pontes (PP)           | 19.640                        | 7,10%                         |
| Dário Berger (PSDB)     | Maria Claúdia Goulart (UNIÃO) | 16.750                        | 6,05%                         |
| Lela Farias (PT)        | Ana Carolina Andrade (PSB)    | 16.001                        | 5,78%                         |
| Portanova (Avante)      | Katia Damaceno (Avante)       | 602                           | 0,22%                         |
| Carlos Muller (PSTU)    | Prof Roque (PSTU)             | 143                           | 0,05%                         |
| Brunno Dias (PCO)       | Luiz Bento (PCO)              | 95                            | 0,03%                         |
| Mateus Souza (PMB)      | Olindina Corrêa (PMB)         | 94                            | 0,03%                         |
| Total de votos válidos  | Total de votos válidos        | 276.673                       | 100%                          |
| → Votos válidos         | → Votos válidos               | 276.673                       | 93,60%                        |
| → Votos brancos         | → Votos brancos               | 7.964                         | 2,69%                         |
| → Votos nulos           | → Votos nulos                 | 10.955                        | 3,71%                         |
| Total de votos          | Total de votos                | 295.592                       | 100%                          |
| → Comparecimento        | → Comparecimento              | 295.592                       | 71,95%                        |
| → Abstenção             | → Abstenção                   | 115.220                       | 28,05%                        |
| Eleitores aptos a votar | Eleitores aptos a votar       | 410.812                       | 100%                          |

### Vereadores
Fonte: TSE
| Partido | Partido | Candidato            | Votos | %     |
| ------- | ------- | -------------------- | ----- | ----- |
|         | PL      | Gemada               | 6.968 | 2,55% |
|         | PL      | Manu Vieira          | 6.727 | 2,46% |
|         | PSOL    | Afrânio Boppré       | 6.061 | 2,22% |
|         | PT      | Carla Ayres          | 5.743 | 2,10% |
|         | PL      | Bericó               | 5.476 | 2,01% |
|         | UNIÃO   | Dinho                | 5.372 | 1,97% |
|         | PSD     | Roberto Katumi       | 5.357 | 1,96% |
|         | UNIÃO   | Josimar Pereira Mamá | 5.334 | 1,95% |
|         | PSD     | Ricardo Pastrana     | 5.205 | 1,91% |
|         | MDB     | João Cobalchini      | 5.073 | 1,86% |
|         | REP     | Adrianinho           | 4.641 | 1,70% |
|         | PSOL    | Leonel Camasão       | 3.975 | 1,46% |
|         | PSD     | Gui Pereira          | 3.885 | 1,42% |
|         | MDB     | Jeferson Backer      | 3.696 | 1,35% |
|         | PL      | Giliard Torquato     | 3.675 | 1,35% |
|         | PSD     | Pri Fernandes Adote  | 3.589 | 1,31% |
|         | PSOL    | Ingrid Sateré-Mawé   | 3.430 | 1,26% |
|         | PL      | João Padilha         | 3.173 | 1,16% |
|         | REP     | Claudinei Marques    | 3.110 | 1,14% |
|         | PSD     | Rafinha De Lima      | 2.765 | 1,01% |
|         | PSDB    | Renato Da Farmácia   | 2.650 | 0,97% |
|         | MDB     | Bezerra              | 2.607 | 0,96% |
|         | PT      | Professor Bruno      | 2.235 | 0,82% |